# フィーバーマリンゾッキー
フィーバーマリンゾッキーは、2001年2月に大同 (現:ビスティ) が発売した、女海賊「イザベル」が財宝を探して大冒険するストーリーが描かれるパチンコ機のシリーズ名。
CRフィーバーマリンゾッキーとCRフィーバーマリンゾッキーJPの2機種がある。

## 概要
液晶型のデジパチ。大同(現:ビスティ)のCRデジパチ第2弾として発売された機種で、基本仕様の大当たり確率や、確変突入率などの確変性能は標準的な99年基準機と同様である。
女海賊のイザベル以外に相棒の「イゴール」や、対決演出に登場する悪党「フック」や、酒場での飲み比べ演出に登場する「バッカス」など様々なキャラクターが登場する。過去に大同から発売された機種のキャラクターが、プレミアム演出で登場することがある。
イザベルが宝を求めて強者たちと奮闘する演出が、リーチアクションや予告アクションで繰り広げられる。

大当たり図柄は全部で12種類ある。その内、3•5•7•碇•旗•樽図柄のいずれかで当たると10000回転まで継続の確変に突入する。
確変最高継続のリミッターはない機種なので、確変図柄揃いで当たり続ける限り確変は継続する仕様となっている。

機種カタログに記載されているキャッチコピーは「財宝を求め航海へ、海賊達のアドベンチャーアクション満悦！！」である。

## スペック
- CRフィーバーマリンゾッキー
  - 賞球数 5&10&15
  - 大当たり最高継続 15R（10カウント）
  - 大当たり確率 1/315.5
  - 確変中大当たり確率　1/63.1
  - 確変突入率　1/2
  - 確変期間　10000回転まで/リミッターなし
- CRフィーバーマリンゾッキーJP
  - 賞球数 5&10&15
  - 大当たり最高継続 14R（10カウント）
  - 大当たり確率 1/288.5
  - 確変中大当たり確率　1/72.1
  - 確変突入率　1/2
  - 確変期間　10000回転まで/リミッターなし

## 図柄
- 1
- 2
- 3
- 4
- 5
- 6
- 7
- 8
- 9
- 碇
- 旗
- 樽

## 演出
予告アクション
海上で発生する予告と、船上で起こる予告に加えて、デジタル回転開始時に突然画面いっぱいに地図が現れる予告が存在する。
- 敵船予告

海上前方を、敵船が通過する。リーチにならないことも多い。
- イルカ予告

海上のど真ん中でイルカがジャンプする。イルカ予告が発生すると、必ずスーパーリーチに発展する。
- 準備運動予告

イザベルとイゴールが準備運動を始める。
- 地図予告

地図右下の方位記号を除いた8マスには、必ずどこか1箇所に赤×印が付けられ、その印の位置によって信頼度が大きく変化する。
下段より中段、中段より上段へと期待度は高まっていき、左上の宝箱に×印があった場合は、大当たり確定のプレミアム予告となる。

準備運動予告が発生した後に敵船予告、もしくはイルカ予告が複合することがある。
この2パターンはどちらが発生してもスーパーリーチ確定となり、信頼度も大幅にアップする。
リーチアクション
リーチアクションは全部で8種類あり、発生ポイントによって3系統に分かれる。デジタルの停止の仕方によって発展するリーチが変わる。
「左→右→中」の順に図柄が停止してリーチがかかった時、敵の船が現れれば砲撃リーチ&人間大砲リーチへ、画面右から島が現れれば酒場リーチまたは対決リーチへ発展する。
「左→中→右」の停止順なら大ダコリーチへの期待が持てる。
図柄停止前のデジタル回転中に乗船員が望遠鏡を持って現れれば、嵐リーチまたは夕焼けリーチに発展するチャンスとなる。
- 砲撃リーチ

リーチ後に敵船が現れ、攻撃を仕掛けてくる。お返しの一発が、稀に命中して大当たりすることもある。
- 人間大砲リーチ

砲撃失敗後コンドルが図柄を持ち去れば人間大砲リーチへと発展する。リーチがかかった図柄にイゴールが貼り付けば大当たりとなる。
- 大ダコリーチ

左中の順に図柄が停止し、テンパイすれば必ず発展する。船がタコの足に飛ばされず逃げ切れば大当たりとなる。
- 酒場リーチ

背景が酒場に変わり、バッカスに飲み比べで勝てば大当たりとなる。ショートとロングがあり、2杯目を飲めばロングパターンとなる。
飲み比べは最高4杯まで続く。
- 対決リーチ

イザベルとフックがお宝をかけて勝負する。真剣と義手が5回交わった瞬時に中出目が決まる。
ショートとロングがあり、最終的にフックを倒せば大当たりとなる。
- 嵐リーチ

乗船員が望遠鏡を覗いた後、左右テンパイのハズレ目で一旦停止する。
そのまま終わることが多いが、突然カミナリが船上に落ちれば発展となる。船の揺れとともに、図柄が行ったり来たりする。
- 夕焼けリーチ

嵐リーチの時に、望遠鏡の中でそのまま大当たりして全回転に突入する。さらにイザベルが通常図柄を切り裂けば確変が確定する。
- 幽霊船リーチ

海上に紫色の怪しい船が現れ、画面全体が上下逆転した世界に変わり、紫色に変化する。発生したら確変大当たりが確定するが出現率は低い。
プレミアムアクション
発生したら大当たりが確定するプレミアムアクションも複数存在する。
酒場リーチ&対決リーチ発展前の島出現時に、プレミアムキャラの「タヌキ」と「Mr.デール」が登場することがある。
人間大砲リーチでハズレ図柄にイゴールが貼り付いたと思ったら、手足をバタバタさせて滑り落ち、大当たりするプレミアムパターンが存在する。
酒場リーチ中に一度酔い潰れてしまったイザベルが、再び起き上がると今度はバッカスがダウンするプレミアムパターンがある。
対決リーチ中に財宝を目前に一度は敗れてしまったイザベルが、復活して必殺剣でフックを倒すパターンもプレミアムパターンとなる。
「左→中→右」の停止順で大ダコリーチと思いきや、3発目の右出目停止でそのまま大当たりする「ビタ止まり」パターンもプレミアムである。
再抽選機能
全回転アクションである嵐リーチ以外の大当たりで毎回発生し、再抽選演出がスタートすると、図柄が4回打ち上げられる。
4回のチャンス中に1度でも確変図柄に変われば昇格となり、確変大当たりが確定する。
図柄変化パターンはランダムで、3回目と4回目に確変図柄に変わる割合が高い。
図柄が4回打ち上げられるが、1回目は元の大当たり図柄であるため、実質の確変昇格のチャンスは3回となる。
|                    | 通常時    | 確変時    |
| ------------------ | --------- | --------- |
| 小デジタル回転時間 | 29.2秒    | 6.0秒     |
| 電チュー開放時間   | 0.2秒 1回 | 1.7秒 2回 |